# Zaragoza (pokrajina)
Zaragoza je španjolska provincija na sjeveru zemlje, u središnjem dijelu autonomne zajednice Aragonija.
U pokrajini živi 630.111 stanovnika (1. siječnja 2014.), a prostire se na 17.274 km². Glavni grad pokrajine je Zaragoza.